# 尾叶白珠
尾叶白珠（学名：Gaultheria griffithiana）是杜鹃花科白珠树属的植物。分布在锡金、不丹、缅甸以及中国大陆的云南、西藏、四川等地，生长于海拔1,300米至3,600米的地区，一般生长在杂木林中，目前尚未由人工引种栽培。

## 别名
山胡椒（四川） 阿门支力（云南丽江纳西族语）